# Ніколаєвський (Волгоградська область)
Ніколаєвський (рос. Николаевский) — хутір у Новоніколаєвському районі Волгоградської області Російської Федерації.
Населення становить 154  особи. Входить до складу муніципального утворення Верхнєкардаїльське сільське поселення.

## Історія
Хутір розташований у межах українського історичного та культурного регіону Жовтий Клин.
Згідно із законом від 22 грудня 2004 року N 975-ОД органом місцевого самоврядування є Верхнєкардаїльське сільське поселення.

## Населення
| 1959   | 2010 |
| ------ | ---- |
| 11 010 | ↘154 |